# Goodbye Yellow Brick Road
Goodbye Yellow Brick Road é o sétimo álbum de estúdio do cantor Elton John, lançado em 1973. Este álbum está na lista dos 200 álbuns definitivos no Rock and Roll Hall of Fame.
Em 2000, a revista Q Magazine o colocou na 84ª posição na lista de 100 melhores álbuns de artistas ingleses de todos os tempos. Em 2003, a revista Rolling Stone o colocou na 91ª posição da lista de 500 melhores álbuns de todos os tempos da revista Rolling Stone.
Foi gravado no Château d'Hérouville, onde Elton anteriormente havia gravado os álbuns Don't Shoot Me I'm Only the Piano Player e Honky Château.
A este álbum foram adicionados três singles. Todas as músicas foram compostas por Elton John e Bernie Taupin. 
No inicio de 2013 foi divulgado que uma edição especial de 40 anos iria ser lançada. Finalmente em 2014 foi lançado o box set comemorativo do 40º aniversário do multi-platinado álbum. O box possui 5 discos e um livro de capa dura com 100 páginas. O disco 1 se trata do disco original remasterizado, já o disco 2 traz algumas regravações, singles e demos (dentre as faixas, uma versão de Grey Seal de 1970, a já conhecida Philadelphia Freedom e Pinball Wizard do The Who). Os discos 3 e 4 são relativos a uma apresentação no Hammersmith Odeon em 1973, originalmente concebida para transmissão no programa Sounds of the Seventies da BBC Radio One. Por fim, o último item, um dvd, traz um featurette de 45 minutos gravado em 73 sobre o músico e sua triunfante apresentação no Hollywood Bowl em 73. 

## Faixas

### LP Disco 1/Lado 1
1. "Funeral for a Friend/Love Lies Bleeding" — 11:08
2. "Candle in the Wind" — 3:41
3. "Bennie and the Jets" — 5:23

### LP Disco1/Lado 2
1. "Goodbye Yellow Brick Road" — 3:14
2. "This Song Has No Title" — 2:23
3. "Grey Seal" — 3:58
4. "Jamaica Jerk Off" — 3:39
5. "I've Seen That Movie Too" — 5:59

### LP Disco 2/Lado 3
1. "Sweet Painted Lady" — 3:52
2. "The Ballad of Danny Bailey (1909-34)" — 4:24
3. "Dirty Little Girl" — 5:01
4. "All the Girls Love Alice" — 5:08

### LP Disco 2/Lado 4
1. "Your Sister Can't Twist (But She Can Rock 'n Roll)" — 2:42
2. "Saturday Night's Alright for Fighting" — 4:54
3. "Roy Rogers" — 4:08
4. "Social Disease" — 3:44
5. "Harmony" — 2:45

### Faixas bônus (2003 30th Anniversary Deluxe Edition)
1. "Whenever You're Ready (We'll Go Steady Again)" — 2:51
2. "Jack Rabbit" — 1:52
3. "Screw You (Young Man's Blues)" — 4:44
4. "Candle in the Wind (Versão acústica) " — 3:51

Nota: O álbum em LP original vinha com dois discos. O relançamento em CD veio com apenas um disco, de oitenta minutos.

## Banda
- Elton John — órgão, piano, sintetizador, piano elétrico, vocal.
- Davey Johnstone — sintetizador, violão, guitarra elétrica, vocais.
- Dee Murray — baixo elétrico, vocais.
- Nigel Olsson — conga, bateria, tamborim, vocais.

### Pessoal adicional
- Ray Cooper — percussão, tamborim.
- Kiki Dee — vocais.
- Leroy Gomez — saxofone
- David Hentschel — sintetizador.
- David Katz — violino.
- Del Newman — orquestra.
- Prince Rhino — speaker.

## Produção
- Produtor: Gus Dudgeon.
- Engenheiro de som: David Hentschel.
- Engenheiros assistentes: Peter Kelsey, Andy Scott.
- Operador: Barry Sage.
- Orquestra: David Katz.
- Arranjador: Del Newman.
- Direção de Arte: David Larkham, Michael Ross.
- Trabalho artístico: David Larkham, Michael Ross, Ian Beck.
- Liner notes: Gus Dudgeon, John Tobler.

## Paradas
Álbum
| Ano  | Parada               | Posição |
| ---- | -------------------- | ------- |
| 1973 | Billboard Pop Albums | 1       |
| 1987 | The Billboard 200    | 114     |

Singles
| Ano  | Single                                  | Parada                       | Posição |
| ---- | --------------------------------------- | ---------------------------- | ------- |
| 1973 | "Goodbye Yellow Brick Road"             | Billboard Adult Contemporary | 7       |
| 1973 | "Goodbye Yellow Brick Road"             | Billboard Pop Singles        | 2       |
| 1974 | "Saturday Night's Alright For Fighting" | Billboard Pop Singles        | 12      |
| 1974 | "Bennie and The Jets"                   | Billboard Pop Singles        | 1       |

## Certificados
| Organização | Nível      | Data                    |
| ----------- | ---------- | ----------------------- |
| BPI — UK    | Ouro       | 1 de outubro de 1973    |
| RIAA — USA  | Ouro       | 12 de outubro de 1973   |
| BPI — UK    | Platina    | 1º de fevereiro de 1975 |
| RIAA — USA  | Platina    | 23 de março de 1993     |
| RIAA — USA  | 2x Platina | 23 de março de 1993     |
| RIAA — USA  | 3x Platina | 23 de março de 1993     |
| RIAA — USA  | 4x Platina | 23 de março de 1993     |
| RIAA — USA  | 5x Platina | 23 de março de 1993     |
| RIAA — USA  | 6x Platina | 11 de setembro de 1995  |
| RIAA — USA  | 7x Platina | 26 de agosto de 1998    |